# Stangenarbeit

Stangenarbeit zu Beginn einer Springstunde

Die Stangenarbeit  ist im Pferdesport eine wichtige Übung für Pferd und Reiter. Dadurch wird die Muskulatur des Pferdes gefördert, insbesondere die Rückenmuskulatur gelockert. Es zeigt eine größere Kadenz und entwickelt einen besseren Takt in allen drei Gangarten.

## Zielsetzung
Stangenarbeit ist sowohl für Dressurpferde als auch für Springpferde nützlich und kann mit gewissen Modifikationen auch bei Anfängern bzw. Jungpferden eingesetzt werden. Außer zur Gymnastizierung dient sie der Erhöhung der Aufmerksamkeit des Pferdes, der Abwechslung (für Pferd und Reiter) im Training und dem Heben der Beine im Sinne zunehmender Kadenz sowie schließlich der Gewöhnung hinsichtlich eines etwaigen spätere Springtrainings. Außerdem kann einer Taktverschiebung im Schritt in Richtung Pass mit Stangenarbeit entgegengewirkt werden. Beim Einsatz gleich zu Beginn einer Trainingseinheit haben die Stangen lösende Wirkung und können übermütige oder sehr temperamentvolle Pferde beruhigen.

## Durchführung
Üblicherweise werden mehrere Stangen in definierten Abständen hintereinander gelegt. Die Abstände hängen von der Gangart, dem Gangvermögen des Pferdes und dem Übungszweck (versammelnde oder lösende Übungen) ab. Schritt ca. 80 cm, Trab ca. 110 – 130 cm, Galopp ca. 240 – 350 cm. Längere Abstände dienen der Tempoverstärkung, also zum Beispiel der Verlängerung der Trabtritte oder Galoppsprünge. Kürzere Abstände dienen eher der Versammlung und der Kadenzierung. Für letzteres ist es auch hilfreich, die Stangen in Ständer zu hängen, so dass sie – wie die "Bodenricks" – etwa 20 bis 40 cm vom Boden entfernt sind. Dabei muss man beachten, dass das Pferd nicht springen, sondern seinen Trab oder Galopp taktmäßig fortsetzen soll.
Wenn Pferde mit sehr unterschiedlichen Schrittlängen über die gleiche Stangenreihe gehen sollen, dann kann man die Stangen strahlenförmig auf die Zirkellinie legen. Pferde mit kürzeren Schritten können nun einen etwas kleineren Zirkel gehen, Pferde mit großen Schritten einen größeren Zirkel. Die Anzahl der Stangen in einer Stangenreihe, muss dem Ausbildungsstand der Pferde entsprechen.
Stangen werden anstelle von Cavalettis eingesetzt, weil sie einfacher zu handhaben sind. Sie werden sowohl zur Dressurarbeit als auch im Springtraining eingesetzt, wenn die Pferde zu Beginn der Stunde gelockert werden sollen. Der Parcours wird dann schrittweise aus den Stangen, die sich bereits in der Bahn befinden aufgebaut.
Damit die Stangen nicht wegrollen, wenn ein Pferd daran stößt oder drauftritt, können sie auf kleine Doppelkeile aus Holz oder Plastik gelegt werden. Die Stangen sollten sich farblich vom Bodenbelag abheben und für die Pferde klar zu erkennen sein.